# Śródmieście (Hrubieszów)
Śródmieście – część miasta Hrubieszowa w Polsce położona w województwie lubelskim, w powiecie hrubieszowskim. 
Leży w centralnej części miasta, w okolicy ulicy hrubieszowskiego rynku. Stanowi historyczny obszar miasta Hrubieszów.